# Südlicher Brauner Brüllaffe
Der Südliche Braune Brüllaffe (Alouatta guariba clamitans) ist eine Unterart des Braunen Brüllaffen, die im südöstlichen Brasilien von Espírito Santo im Norden bis Rio Grande do Sul im Süden vorkommt. Im Westen reicht das Verbreitungsgebiet bis an die Grenze zu Paraguay und überschreitet knapp die Grenze zur argentinischen Provinz Misiones.

## Merkmale
Weibliche Südliche Braune Brüllaffen erreichen eine Kopf-Rumpf-Länge von 44 bis 54 cm und haben einen 48 bis 57 cm langen Schwanz. Die Kopf-Rumpf-Länge ausgewachsener Männchen beträgt 50 bis 60 cm, die Schwanzlänge liegt bei 52 bis 67 cm. Weibchen sind 4,1 bis 5 kg schwer, Männchen erreichen ein Gewicht von 5,3 bis 7,2 kg.

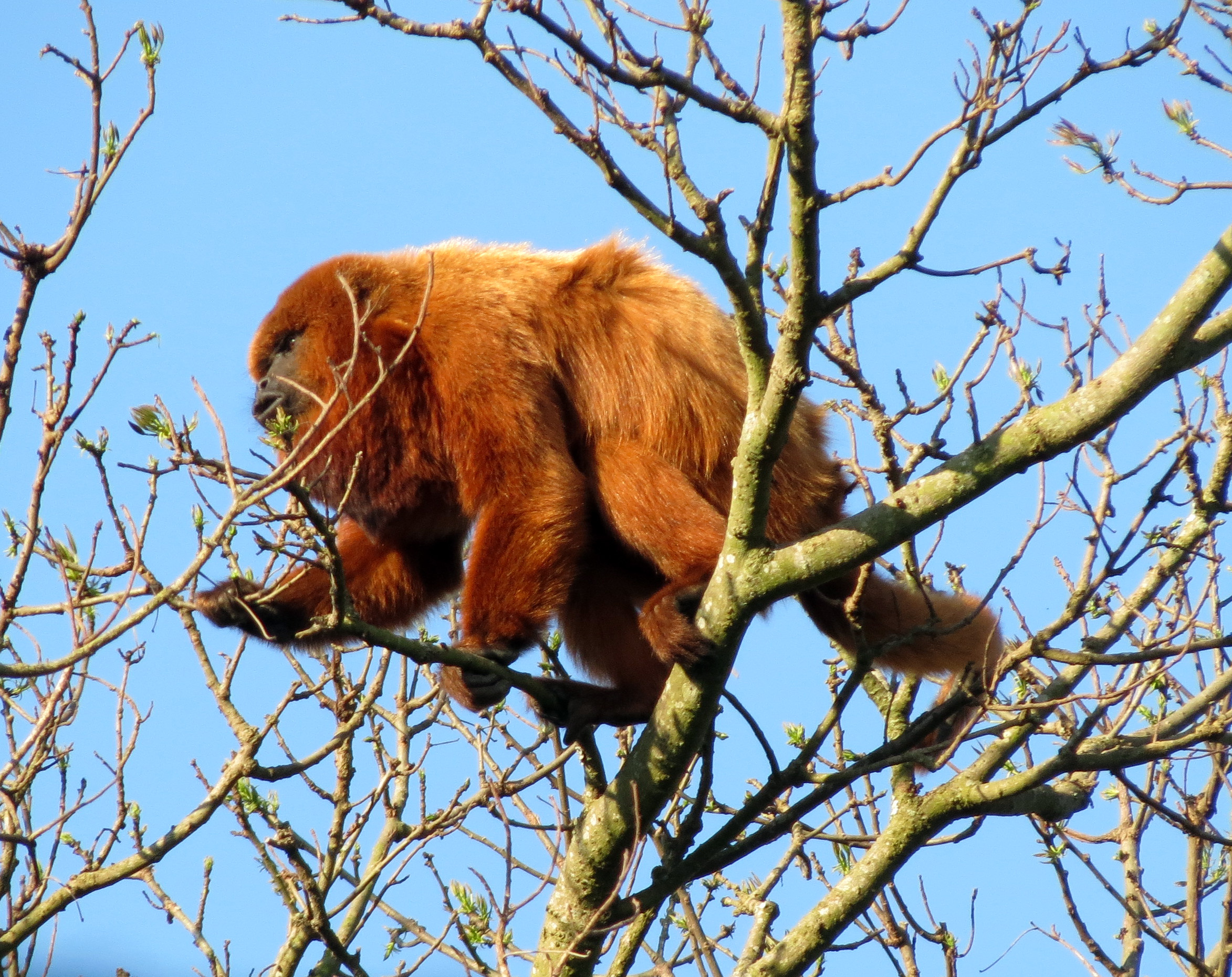
Rötlich gefärbtes Männchen

Die Färbung der Affen ist variabel und es zeigt sich auch ein deutlicher Geschlechtsdimorphismus. Weibchen sind dunkelbraun oder schwärzlich gefärbt, manchmal mit einem orangen oder gelb-braunen Einschlag auf dem Rücken. Männchen sind immer heller als die Weibchen. Im Bundesstaat São Paulo sind sie orangerot bis rotbraun gefärbt mit einem roten Bauch. In Rio Grande do Sul und Santa Catarina sind sie hell orangerot gefärbt mit dunkelbraunen Füßen.

## Lebensraum und Lebensweise

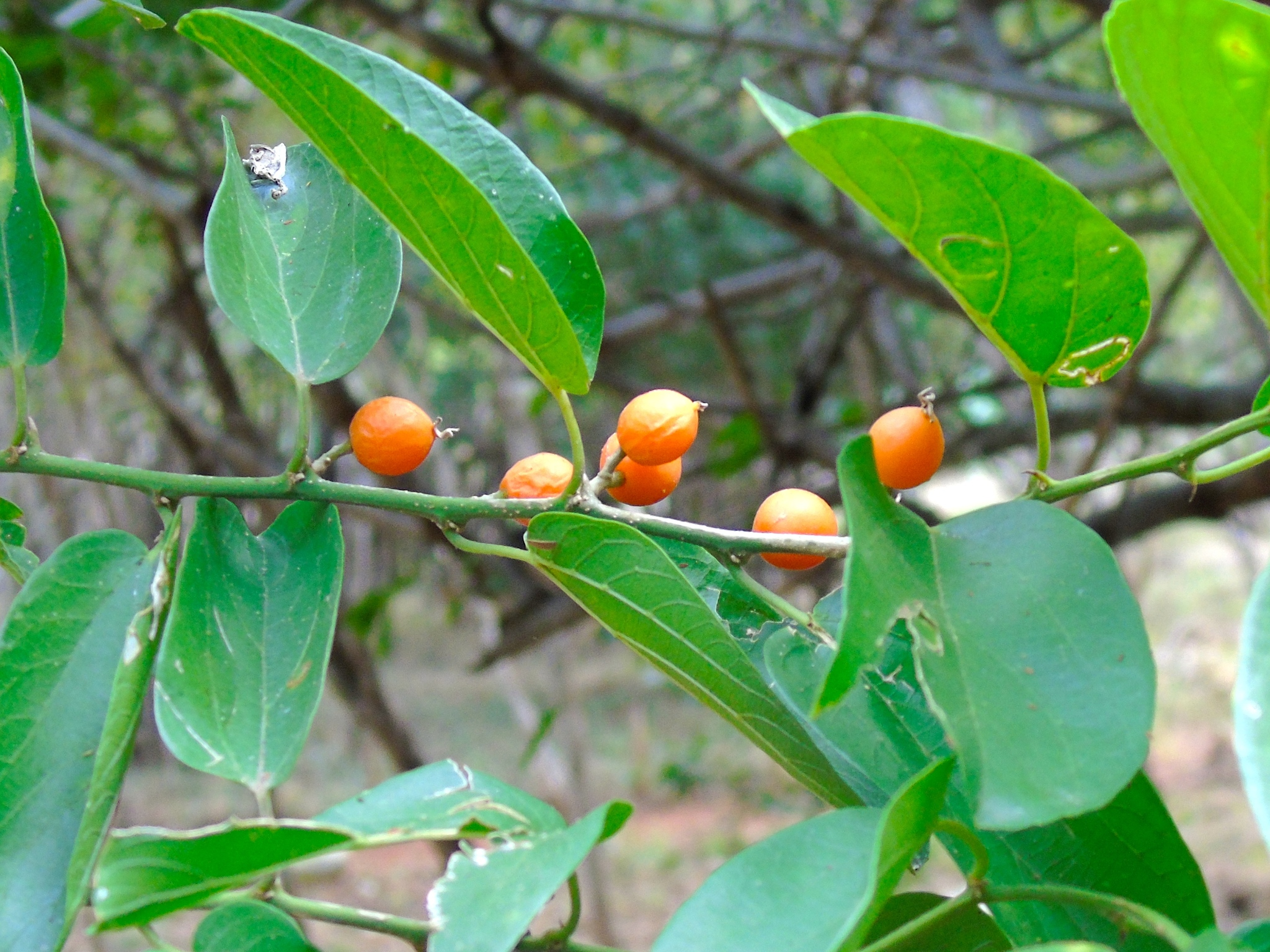
Die Blätter von Celtis iguanaea gehören zur bevorzugten Nahrung des Südlichen Braunen Brüllaffen

Südliche Braune Brüllaffen leben im Atlantischen Regenwald (Mata Atlântica), im Süden des Verbreitungsgebietes auch in Araukarienwäldern bis in Höhen von 700 Metern. Mangroven meiden sie. Sie werden oft in der Nähe von Gewässern gesehen, in den Bäumen bevorzugen sie die oberen Regionen. Um zu trinken, gehen sie auch auf den Erdboden. Die Affen leben in Kleingruppen (5 bis 11 Individuen) mit einem oder mehreren Männchen und mehreren Weibchen und ihren Jungtieren. Geburten können das ganze Jahr über stattfinden, es gibt keine Anzeichen für eine saisonale Schwankung der Geburtenzahlen. Die Tragzeit beträgt rund 190 Tage und es kommt meist nur ein Jungtier zur Welt. Südliche Braune Brüllaffen ernähren sich vor allem von Blättern, wobei jüngere bevorzugt werden. Außerdem werden viele Blüten verspeist, besonders in der Trockenzeit. Früchte spielen keine große Rolle in ihrer Ernährung. Sie suchen ihre Nahrung sehr sorgfältig und wählerisch aus und konsumieren oft nur die Blätter weniger Baumarten. Zu den Pflanzen, deren Blätter die Affen bevorzugt verspeisen gehören die Zürgelbaumart Celtis iguanaea, das Hundsgiftgewächs Aspidosperma polyneuron und drei Hülsenfrüchtlerarten, Cassia ferruginea, Inga uraguensis und Piptadenia gonoacantha.

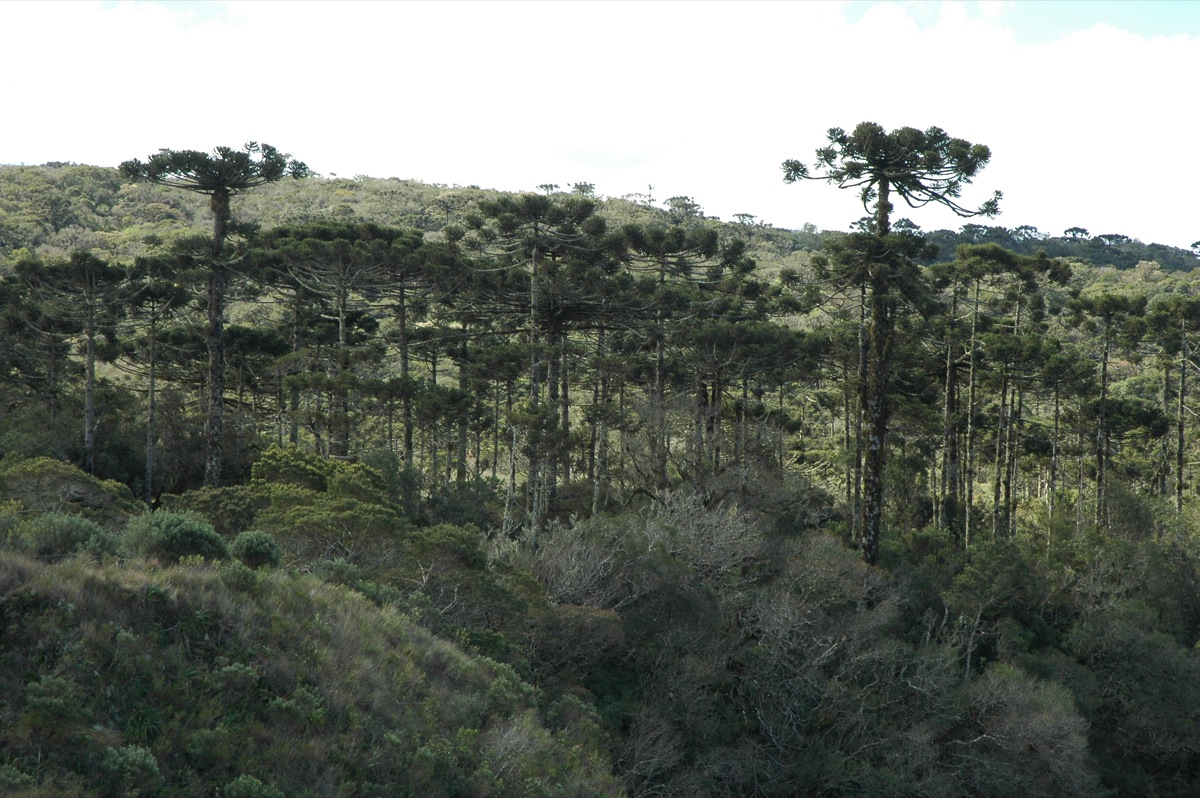
Araukarienwald im Nationalpark Aparados da Serra, Lebensraum des Südlichen Braunen Brüllaffen

## Systematik
Der Südliche Braune Brüllaffe wurde 1940 durch den spanisch-argentinischen Mammalogen Ángel Cabrera Latorre erstmals wissenschaftlich beschrieben. Der brasilianische Biologe Renato Gregorin gab ihm in seiner 2006 publizierten Untersuchung zur Verbreitung und Taxonomie brasilianischer Brüllaffen den Status einer eigenständigen Art, bei der Internationalen Union zur Bewahrung der Natur (IUCN) und im Primatenband des Handbook of the Mammals of the World, einem Standardwerk zur Mammalogie, hat er aber weiterhin den Status einer Unterart des Braunen Brüllaffen. Innerhalb der Unterart lassen sich anhand unterschiedlicher Haplotypen zwei Gruppen unterscheiden, eine in Rio Grande do Sul und Santa Catarina, die andere in Espírito Santo und Rio de Janeiro. Möglicherweise repräsentieren diese Haplotypen zwei Unterarten oder sogar zwei verschiedene Arten.

## Gefährdung
Die IUCN schätzt den Bestand des Südlichen Braunen Brüllaffen als gefährdet (Vulnerable) ein. Im größten Teil des Verbreitungsgebiets der Art findet ein zunehmender Verlust von Lebensräumen statt. Außerdem wird sie gejagt. Sie kommt aber auch in zahlreichen Schutzgebieten vor, z. B. in den Nationalparks Aparados da Serra, Araucárias, Iguaçu, Serra da Bocaina und Serra Geral.

## Belege
1. 1 2 3  
Buss, G., Bicca-Marques, J.C., Alves, S.L., Ingberman, B., Fries, B.G., Alonso, A.C., da Cunha, R.G.T., Miranda, J.M.D., de Melo, F.R., Jerusalinsky, L., Mittermeier, R.A., Cortés-Ortiz, L. & Talebi, M. 2021. Alouatta guariba ssp. clamitans (amended version of 2020 assessment). The IUCN Red List of Threatened Species 2021: e.T39918A190419216. doi: 10.2305/IUCN.UK.2021-1.RLTS.T39918A190419216.en. Abgerufen am 31. Juli 2022.
2. 1 2 3 4  
A. B. Rylands & R. A. Mittermeier: Family Atelidae (Howlers, Spider and Woolly Monkeys and Muriquis). Seiten 531 in Russell A. Mittermeier, Anthony B. Rylands & Don E. Wilson: Handbook of the Mammals of the World - Volume: Primates. Lynx Editions, 2013, ISBN 978-84-96553-89-7
3. ↑  
Ángel Cabrera Latorre (1940): Los Nombres cientificos de algunos monos americanos. Ciencia, Mexico, 9: 402-405.
4. ↑  
Renato Gregorin: Taxonomia e variação geográfica das espécies do gênero Alouatta Lacépède (Primates, Atelidae) no Brasil / Taxonomy and geographic variation of species of the genus Alouatta Lacépède (Primates, Atelidae) in Brazil. • Revista Brasileira de Zoologia 23 (1) • Mar 2006 • doi: 10.1590/S0101-81752006000100005
5. ↑  
Eugene E. Harris, Cristiani Gifalli-Iughetti, Zelinda Maria Braga Hirano u. Celia P. Koiffmann: Cytochrome B Sequences Show Subdivision between Populations of the Brown Howler Monkey (Alouatta guariba) from Rio de Janeiro and Santa Catarina, Brazil. August 2005, Neotropical Primates 13(2), DOI: 10.1896/1413-4705.13.2.16